# 秋英屬
秋英屬，又名大波斯菊屬、波斯菊屬、秋樱屬，屬於菊目菊科，約有20至26種，除此之外还有众多的变种和栽培品种。主要產地在墨西哥、美國南部、中美洲及南美洲等地，品種大多為多年生草本植物，花期大都在8－10月，主要作為觀賞用途。
“秋英”一名通常指大波斯菊（Cosmos bipinnatus）。

## 特征
秋英屬植物花色绚丽，有白、红、黄、粉、紫、橙等多种颜色，亦有复色品种，植株株高0.3－2米，叶为一回或二回羽状复叶，对生。花序外环为舌状花宽环，中心为盘状花。秋英屬植物大多是短日照植物，但也有6月开花的早生品种。
大部分秋英屬植物的花朵对鸟类和蝴蝶都很有吸引力。

## 命名
学名是由西班牙牧师和植物学家安東尼奧·何塞·卡瓦尼列命名的，源於希腊语一词，意为秩序、和谐、世界、宇宙、饰物、勋章，而英语中表示“宇宙”的词之一也是源於这一希腊语单词，拼写与秋英屬的学名完全相同，易引起混淆。

## 主要种

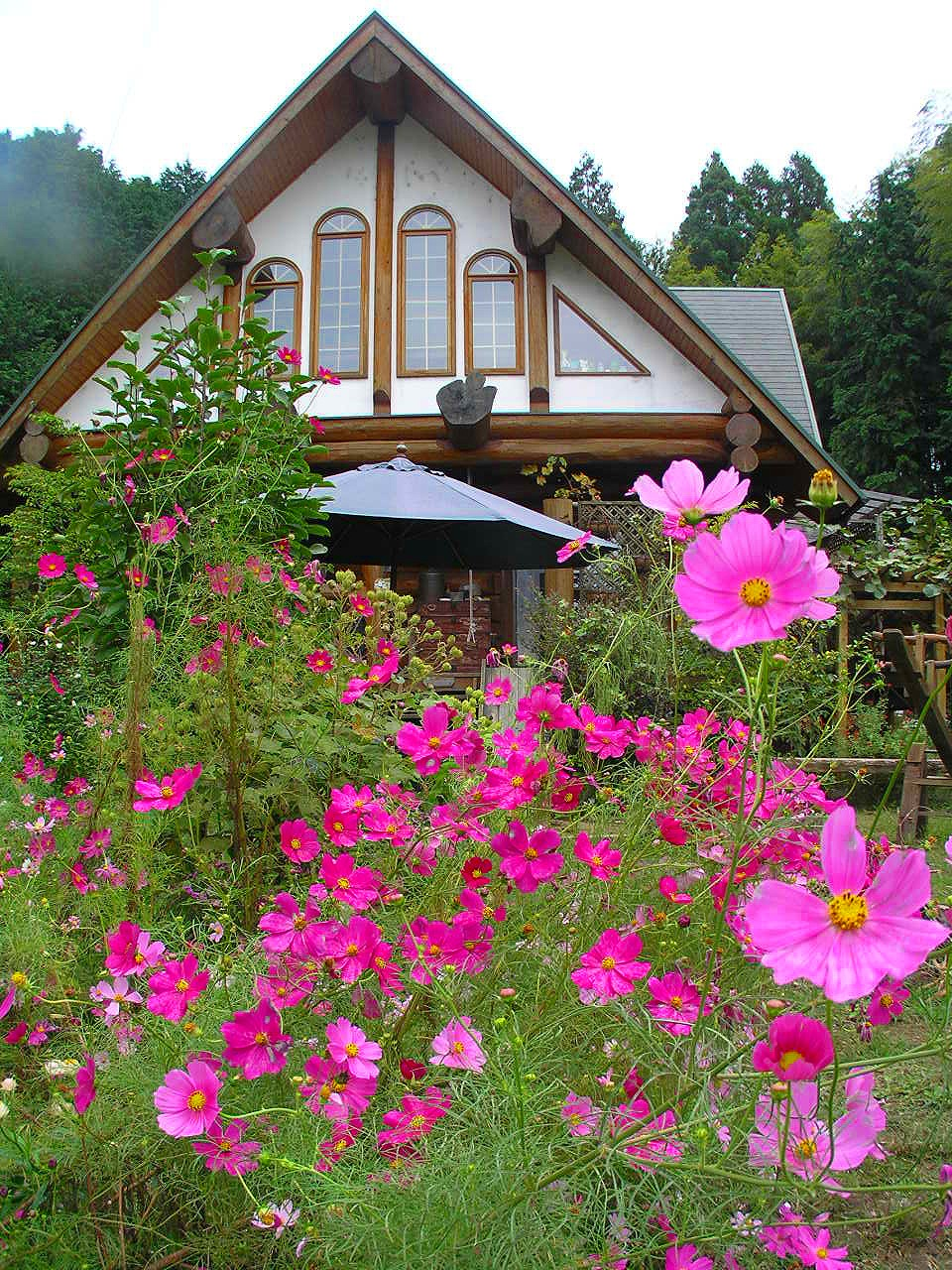
山庄前遍地的大波斯菊
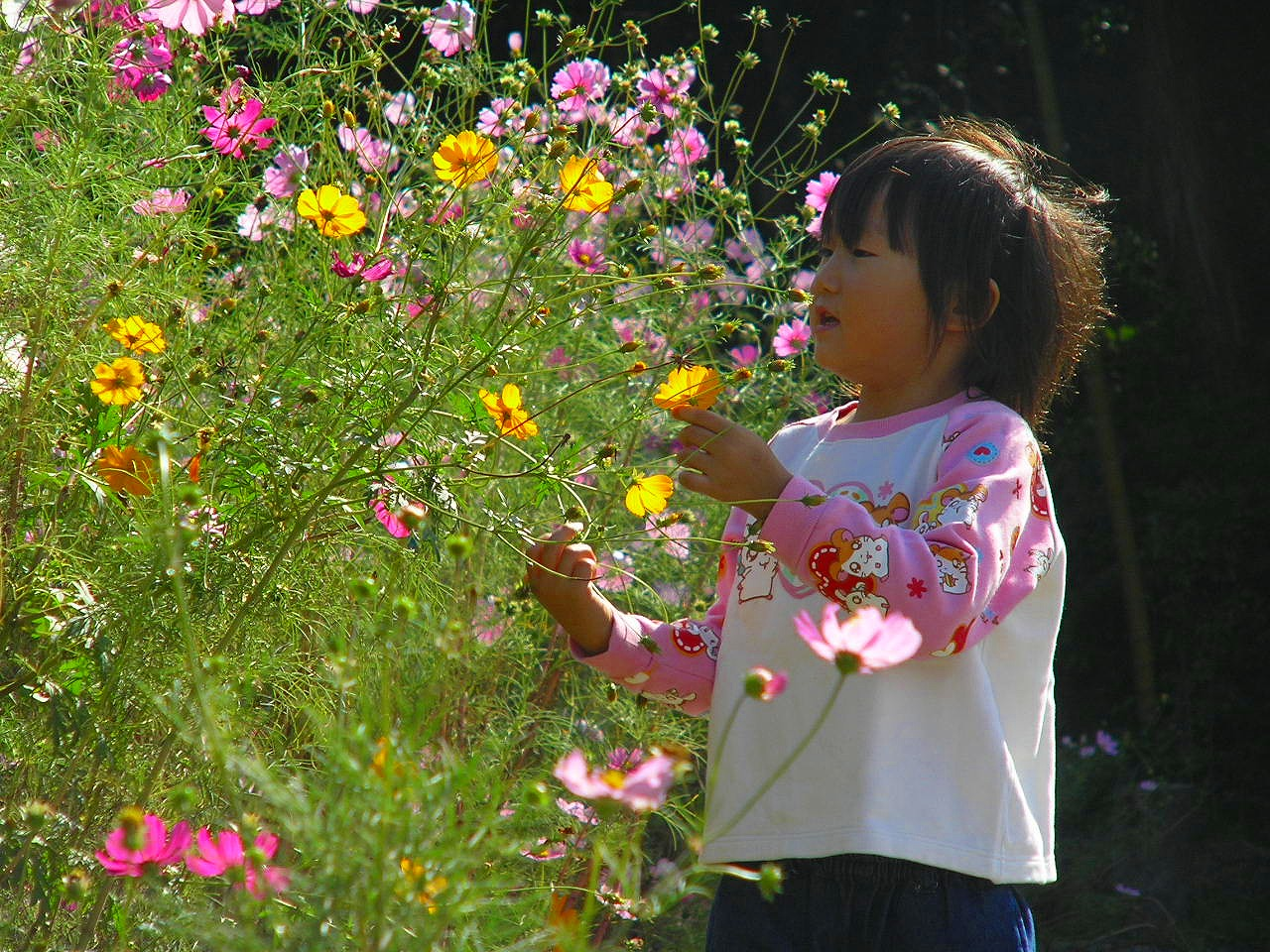
秋英与少女
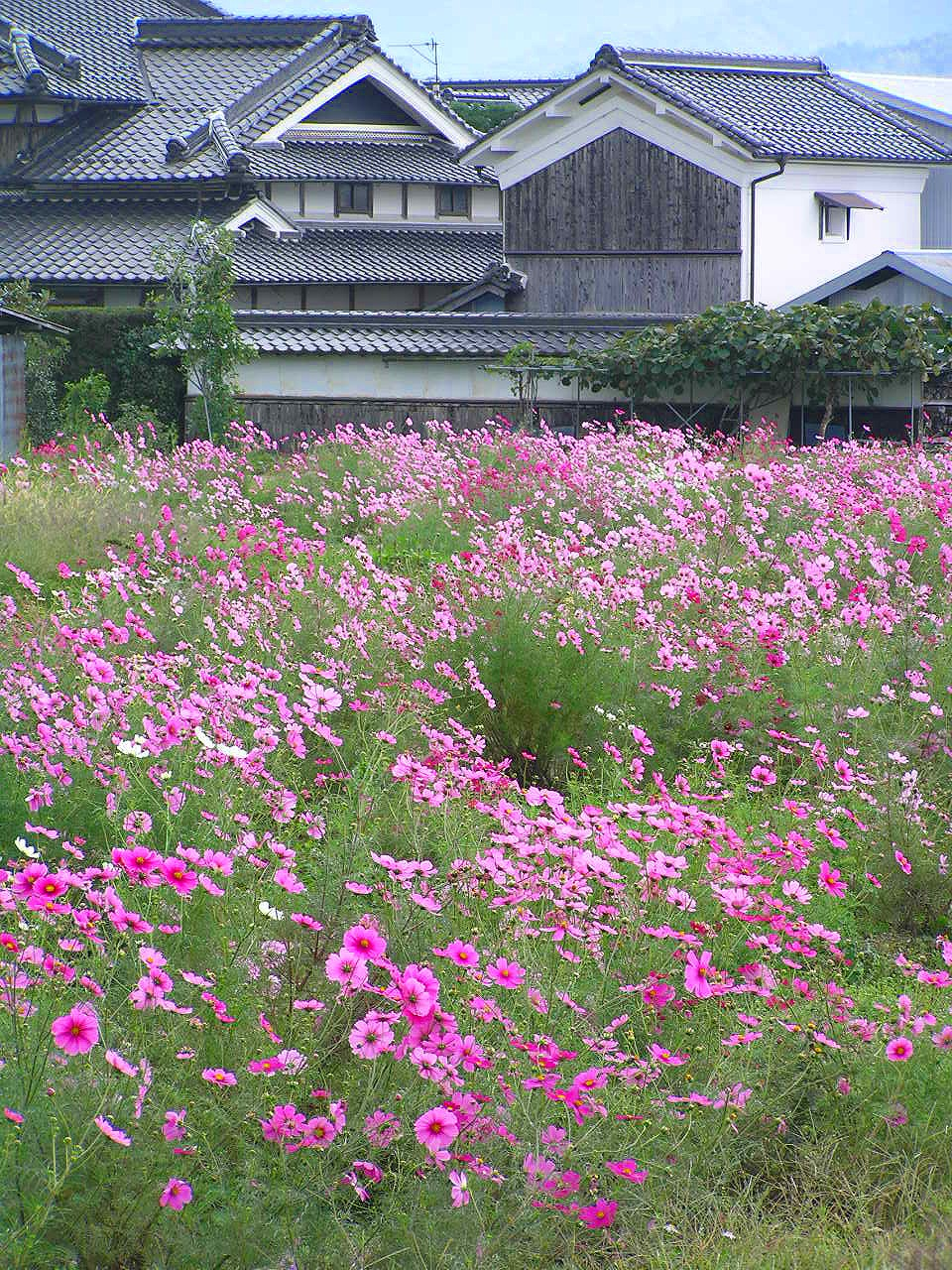
民家瓦房前的秋英田野
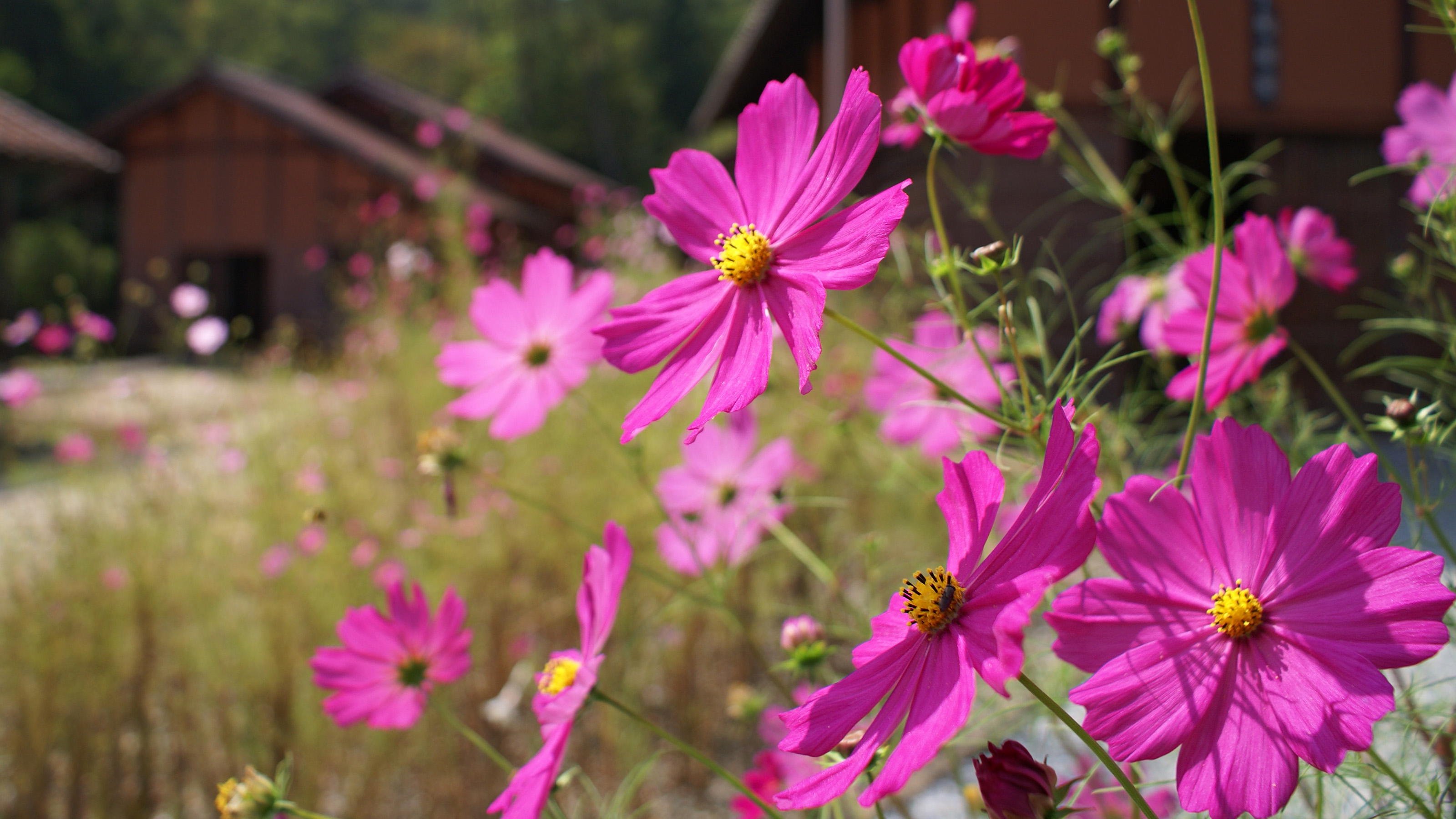
巧克力秋英 Cosmos atrosanguineus
  - 黒紫色花朵，有巧克力香气，耐寒性一般
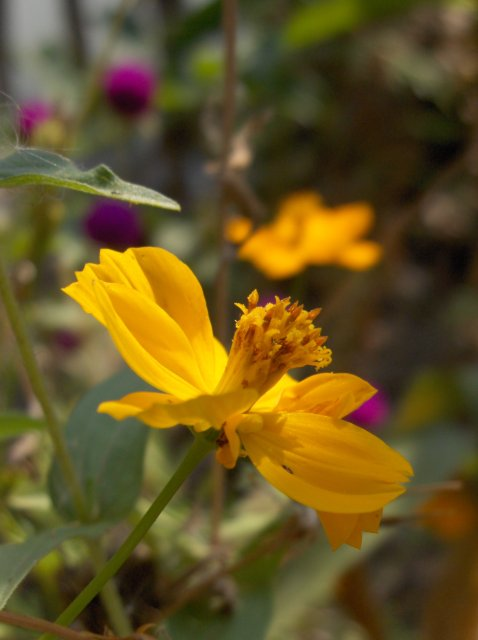
大波斯菊（秋英） Cosmos bipinnatus
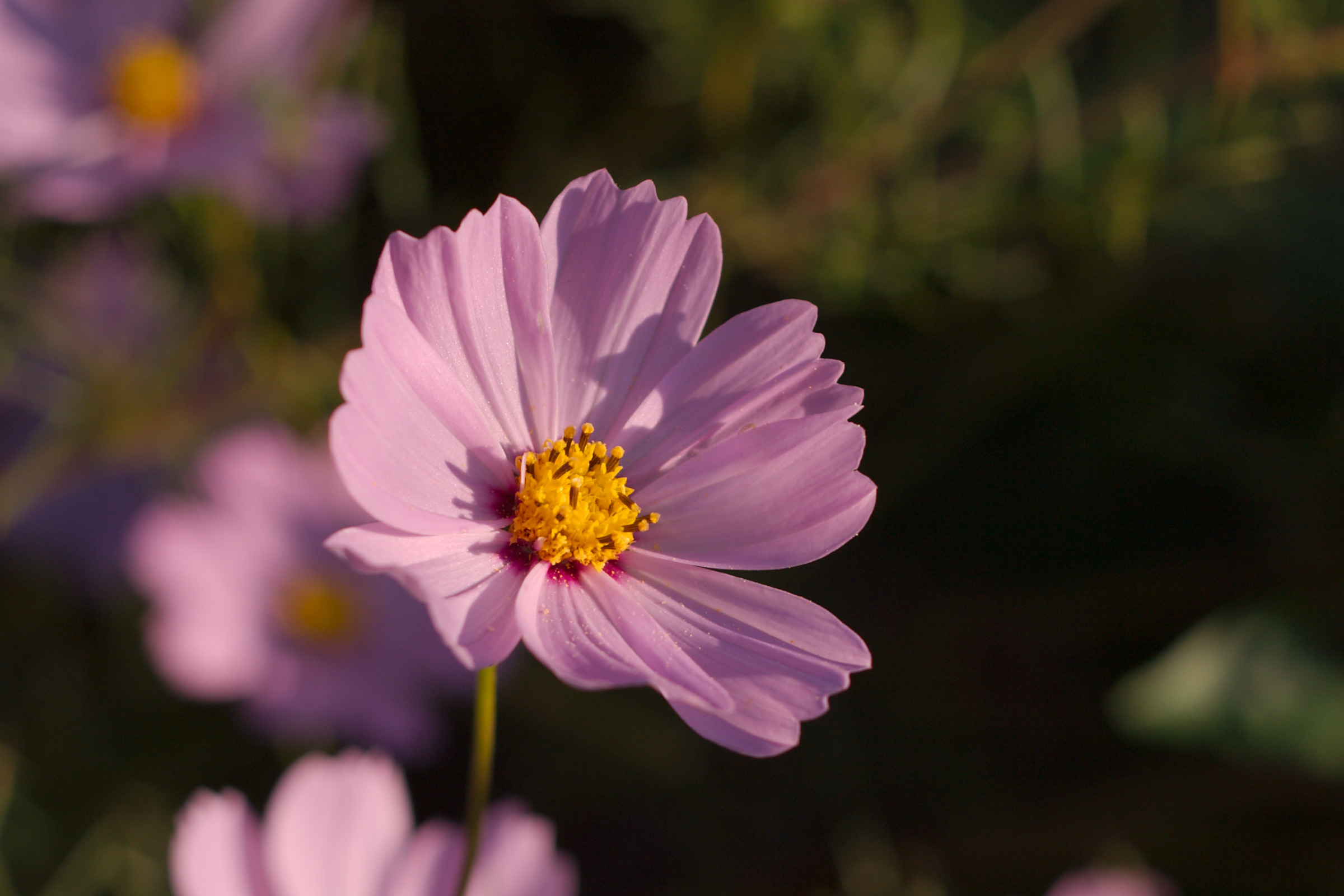
大波斯菊
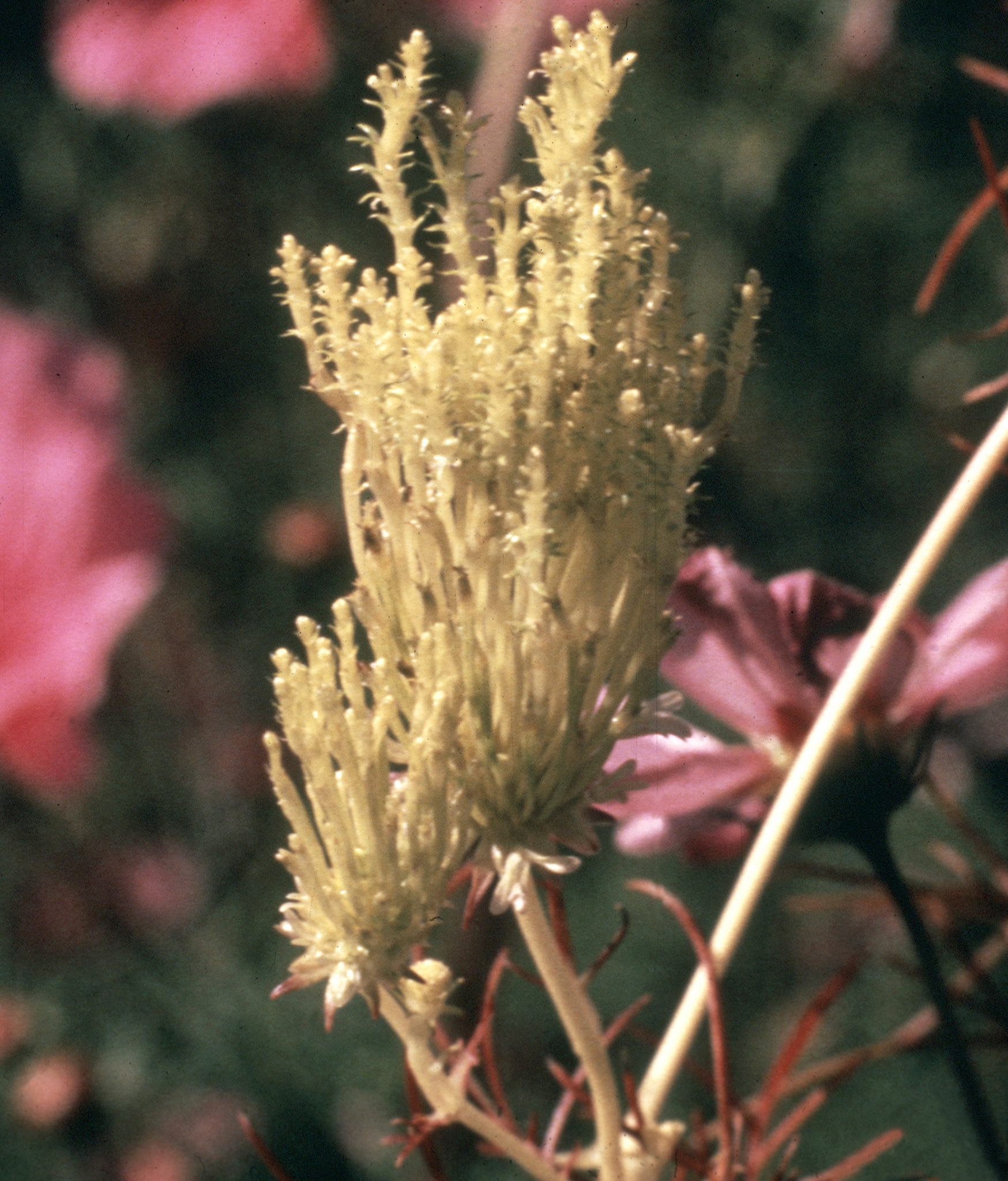
感染植原体而患上变叶病的秋英屬植物
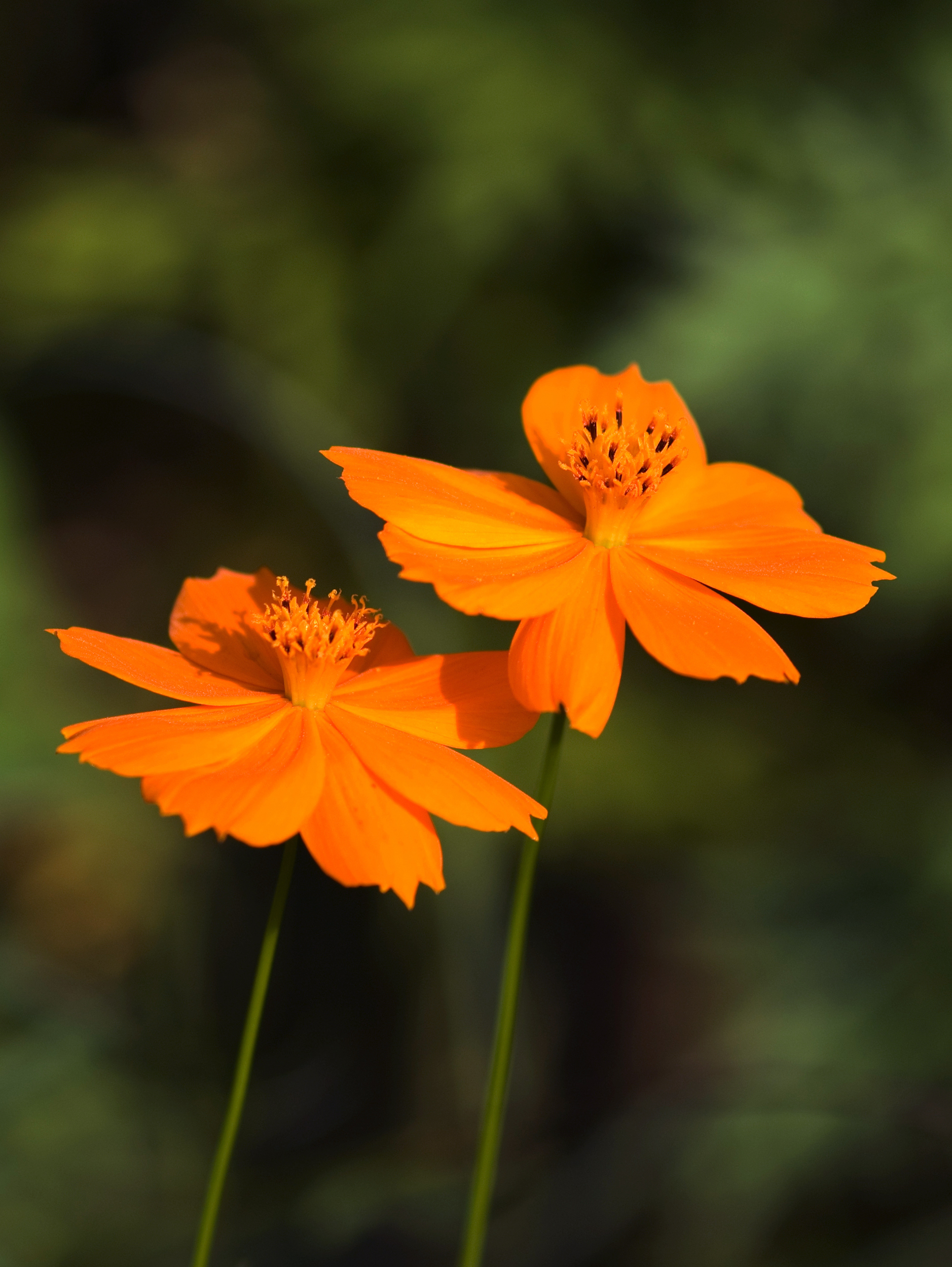
硫华菊
  - 株高0.3－2米，细茎，叶狭长
- 帝皇乌蓝 Cosmos caudatus
- 异叶秋英 Cosmos diversifolius
- Cosmos herzogii
- 小花秋英 Cosmos parviflorus
- 前胡叶秋英 Cosmos peucedanifolius
- 蓝盆花秋英 Cosmos scabiosoides
- 硫華菊 Cosmos sulphureus
  - 主要在夏季开花，花色为黄色和橙色

|          |        |            |  |  |
| 大波斯菊 | 硫华菊 | 巧克力秋英 |  |  |